# Choquet-Integral
Der französische Mathematiker Gustave Choquet ist der Schöpfer des nach ihm benannten Choquet-Integrals. Im Unterschied zum Lebesgue-Integral, das die Integration auf beliebigen Maßräumen definiert, werden für das Choquet-Integral keine Maße, sondern lediglich Kapazitäten benutzt. Choquet-Integrale benötigt man z. B. in der Entscheidungstheorie, der kooperativen Spieltheorie, der Nutzenstheorie, der Datenverarbeitung (zur Konstruktion von Aggregationsfunktionen).

## Idee
Sei {\displaystyle U} die Grundmenge, {\displaystyle f\colon U\to [0,\infty )} eine nichtnegative reellwertige Funktion und {\displaystyle \lambda } ein Maß. Das Lebesgue-Integral {\displaystyle \textstyle \int fd\lambda } sei wohldefiniert. Dann hat das Lebesgue-Integral folgende Darstellung als Riemann-Integral:
{\displaystyle \int fd\lambda =\int \limits _{0}^{\infty }\lambda (\{y|f(y)\geq x\})dx}.
Wenn man in dieser Darstellung das Maß {\displaystyle \lambda } durch eine Kapazität {\displaystyle \mu } ersetzt, hat man bereits die Definition des Choquet-Integrals für nichtnegative Funktionen.

## Definition
Sei nun {\displaystyle f|U\to \mathbb {R} } eine reellwertige Funktion, {\displaystyle {\mathcal {F}}(U)} eine Menge von Teilmengen von {\displaystyle U} und {\displaystyle \mu } eine Kapazität. Die Funktion {\displaystyle f} sei messbar, d. h.
{\displaystyle \forall x\in \mathbb {R} :\quad \{y|f(y)\geq x\}\in {\mathcal {F}}(U)}.
Dann ist das Choquet-Integral von {\displaystyle f} bzgl. {\displaystyle \mu } folgendermaßen durch Riemann-Integrale definiert:

{\displaystyle \int fd\mu :=\int \limits _{0}^{\infty }\mu (\{y|f(y)\geq x\})dx+\int \limits _{-\infty }^{0}[\mu (\{y|f(y)\geq x\})-\mu (U)]dx}.
Für positive {\displaystyle f} reduziert sich dies auf
{\displaystyle \int fd\mu =\int \limits _{0}^{\infty }\mu (\{y|f(y)\geq x\})dx}.

## Eigenschaften
Siehe z. B. Für {\displaystyle f\leq g} gilt {\displaystyle \int fd\mu \leq \int gd\mu \quad } (Monotonie). Für {\displaystyle \alpha \geq 0} ist {\displaystyle \int \alpha fd\mu =\alpha \int fd\mu \quad } (positive Homogenität).
I.allg. ist das Choquet-Integral nicht additiv, d. h.
{\displaystyle \int (f+g)d\mu \neq \int fd\mu +\int gd\mu }
Wenn {\displaystyle \mu } 2-monoton ist, dann ist das Choquet-Integral superadditiv, d. h.
{\displaystyle \int (f+g)d\mu \geq \int fd\mu +\int gd\mu }.
Wenn {\displaystyle \mu } 2-alternierend ist, dann ist das Choquet-Integral subadditiv, d. h. in der letzten Ungleichung gilt {\displaystyle \leq }.

## Diskretes Choquet-Integral
Siehe z. B. Sei {\displaystyle U=\{1,\dots ,n\}} und {\displaystyle f|U\to [0,\infty )} eine nichtnegative Funktion mit den Werten {\displaystyle f(i)=y_{i},i=1,\dots ,n}. Bezeichne {\displaystyle y_{(1)},\dots ,y_{(n)}} die der Größe nach geordneten Funktionswerte, d. h.
{\displaystyle 0\leq y_{(1)}\leq y_{(2)}\leq \dots \leq y_{(n)}}.
Da im diskreten Fall das definierende Riemann-Integral zu einer Summe entartet, ergibt sich
{\displaystyle \int fd\mu =\sum _{i=1}^{n}(y_{(i)}-y_{(i-1)})\mu (\{j|f(j)\geq y_{(i)}\})=\sum _{i=1}^{n}y_{(i)}[\mu (A_{(i)})-\mu (A_{(i+1)})]};
{\displaystyle y_{(0)}=0;\quad A_{(i)}=\{(i),(i+1),\dots ,(n)\};\quad A_{(1)}=U;\quad A_{(n+1)}=\emptyset }.

## Anwendung
Diskrete Choquet-Integrale sind ein flexibles Mittel zur Aggregation interagierender Kriterien, siehe . In diesem Fall ist {\displaystyle U=\{1,\dots ,n\}} eine Menge von {\displaystyle n} Kriterien mit den Ausprägungen {\displaystyle f(i)=y_{i}}. Diese Kriterien sollen durch geeignete Mittelbildung zusammengefasst (aggregiert) werden zu einem (globalen) Kriterium {\displaystyle y}. Das diskrete Choquet-Integral bildet ein solches Mittel:
{\displaystyle y=\sum _{i=1}^{n}w_{(i)}y_{(i)}\quad {\text{mit den Gewichten}}\quad w_{(i)}=\mu (A_{(i)})-\mu (A_{(i+1)})}
Durch superadditive (subadditive) {\displaystyle \mu } können Synergieeffekte (Redundanzeffekte) zwischen den Kriterien berücksichtigt werden.